# 甘尼夫卡 (奧拉季夫區)
49°22′33″N 29°21′13″E / 49.37583°N 29.35361°E
甘尼夫卡（烏克蘭語：Ганнівка），是烏克蘭的村落，位於該國西南部文尼察州，由文尼察區負責管轄，始建於1670年，面積0.56平方公里，海拔高度276米，2001年人口15。